# Profi 24 TV
PROFI 24 TV este un canal de televiziune generalist din România fondat de jurnalistul Iulian Uță din Curtea de Argeș. A fost lansat în pe 15 noiembrie 2020 primind, inițial, licența regională de la CNA în data de 5 noiembrie 2020. La 19 ianuarie 2023, CNA a decis ca PROFI 24 TV să devină televiziune națională generalistă .

La începutul anului 2023, PROFI 24 TV este prezent în grila operatorului Orange România - la nivel național, poziția 54, în grila RCS&RDS - la nivel regional, precum și în grilele unor operatori locali din România.

## Structura de programe
Grila PROFI 24 TV conține buletine de știri la ore fixe pe parcursul zilei, emisiuni și talk-show-uri politice, emisiuni culinare, emisiuni culturale și de istorie, programe muzică, filme documentare sau artistice.